# Зонов, Аркадий Павлович
Аркадий Павлович Зонов (1875—1922) — российский и советский театральный режиссёр и актёр.

## Биография
Родился 7/20 января 1875 года в селе Мудрово Слободского уезда Вятской губернии в семье священника.
Аркадий Зонов окончил Драматическое отделение Московского филармонического училища (класс В. И. Немировича-Данченко) в 1899 году. Участвовал в спектаклях МХТ (с 1898 года играл под псевдонимом Павлов).
С 1902 года Зонов был режиссёром в труппе Мейерхольда и Кашеверова в Херсоне, затем работал с Мейерхольдом в Тифлисе и Москве.
В 1907—1908 годах — режиссёр труппы В. Ф. Комиссаржевской, Передвижного театра П. П. Гайдебурова (где в 1910 году поставил «Отелло»). В 1913 году организовал «Наш театр», рассчитанный на демократического зрителя.
С 1914 года Зонов работает в Москве, в театре им. В. Ф. Комиссаржевской (поставил «Ночные пляски» Сологуба). С 1916 года в камерном театре где поставил «Ирландский герой» Синга, «Виндзорские проказницы» Шекспира. Также ставил спектакли в Государственном показательном театре и Московском театре для детей.
Аркадий Зонов вёл педагогическую работу. В 1922 году организовал студию «Зоновцы», где была поставлена пьеса «Кандида» Бернарда Шоу.
Был другом Алексея Ремизова; неоднократно появляется в его книге воспоминаний «Кукха. Розановы письма».
Был женат (предположительно развелись) на Зоновой (Коломойцевой) Елене (Дине) Исааковне, имел дочь Христину.
Умер от приступа аппендицита 25 июля 1922 года в Старо-Екатерининской больнице Москвы. Похоронен на кладбище Ново-Алексеевского монастыря.

## Работы в театре

### Актёр
- «Царь Фёдор Иоанович» — Голубь-отец[6]
- «Смерть Иоанна Грозного» — 2-й Волхв[6]

### Режиссёр
- «Отелло»
- «Ночные пляски», по пьесе Ф. Сологуба
- 1914 — «Ирландский герой», по пьесе Д. Синга — Камерный театр
- «Виндзорские проказницы», по пьесе Шекспира
- «Разбитый кувшин», по пьесе Г. фон Клейста
- «Прекрасный Иосиф», по пьесе А. Чумаченко
- «Кандида», по пьесе Бернарда Шоу
- 1920 — «А что если? Первомайские грёзы в буржуазном кресле» — театр Сатиры, агит-пьеса В. Маяковского